# 크릭구치습지쥐
크릭구치습지쥐(Pelomys fallax)는 쥐과에 속하는 설치류의 일종이다. 앙골라와 부룬디, 콩고민주공화국, 케냐, 말라위, 모잠비크, 나미비아, 르완다, 탄자니아, 우간다, 잠비아, 짐바브웨에서 발견된다. 자연 서식지는 습윤 사바나 지역과 목초지 지역이다.